# Mowi
Mowi ASA er en norsk lakseproducent. Virksomheden har dambrug i Norge, Skotland, Canada, Færøerne, Irland og Chile. De forarbejder og eksporter selv deres fisk. De har en global markedsandel på 25 til 30 % indenfor laks og foreller.
Virksomheden blev til i 2006 efter en fusion mellem Pan Fish ASA, Marine Harvest og Fjord Seafood. Koncernen har hovedkvarter i Bergen og er børsnoteret på Oslo Børs.